# Heidschnucke

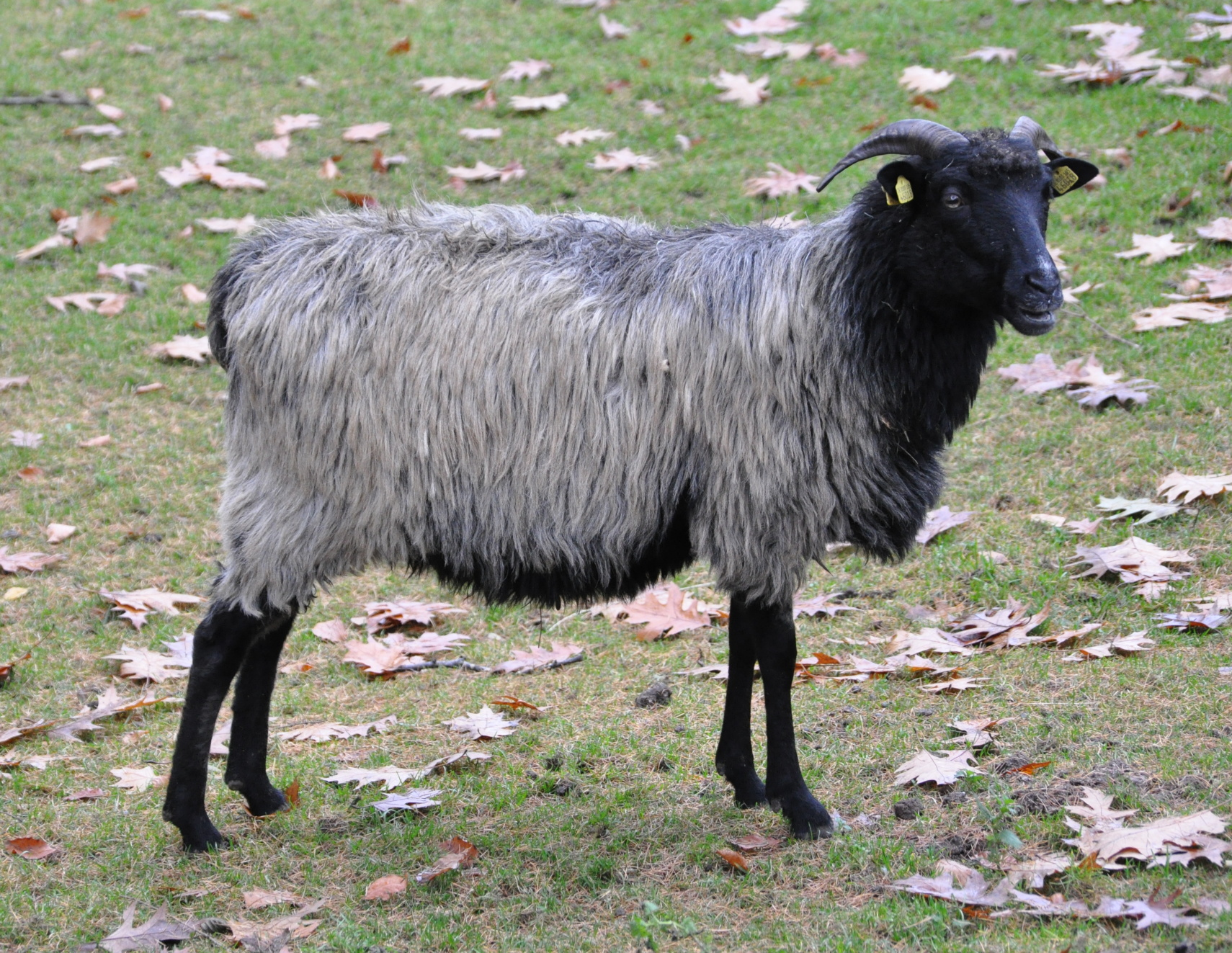
Graue Gehörnte Heidschnucke

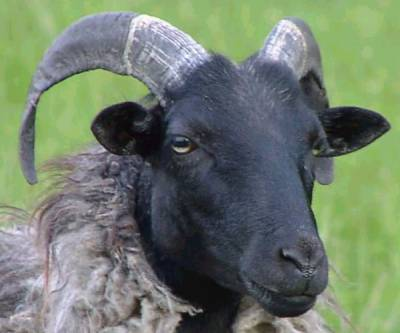
Porträt

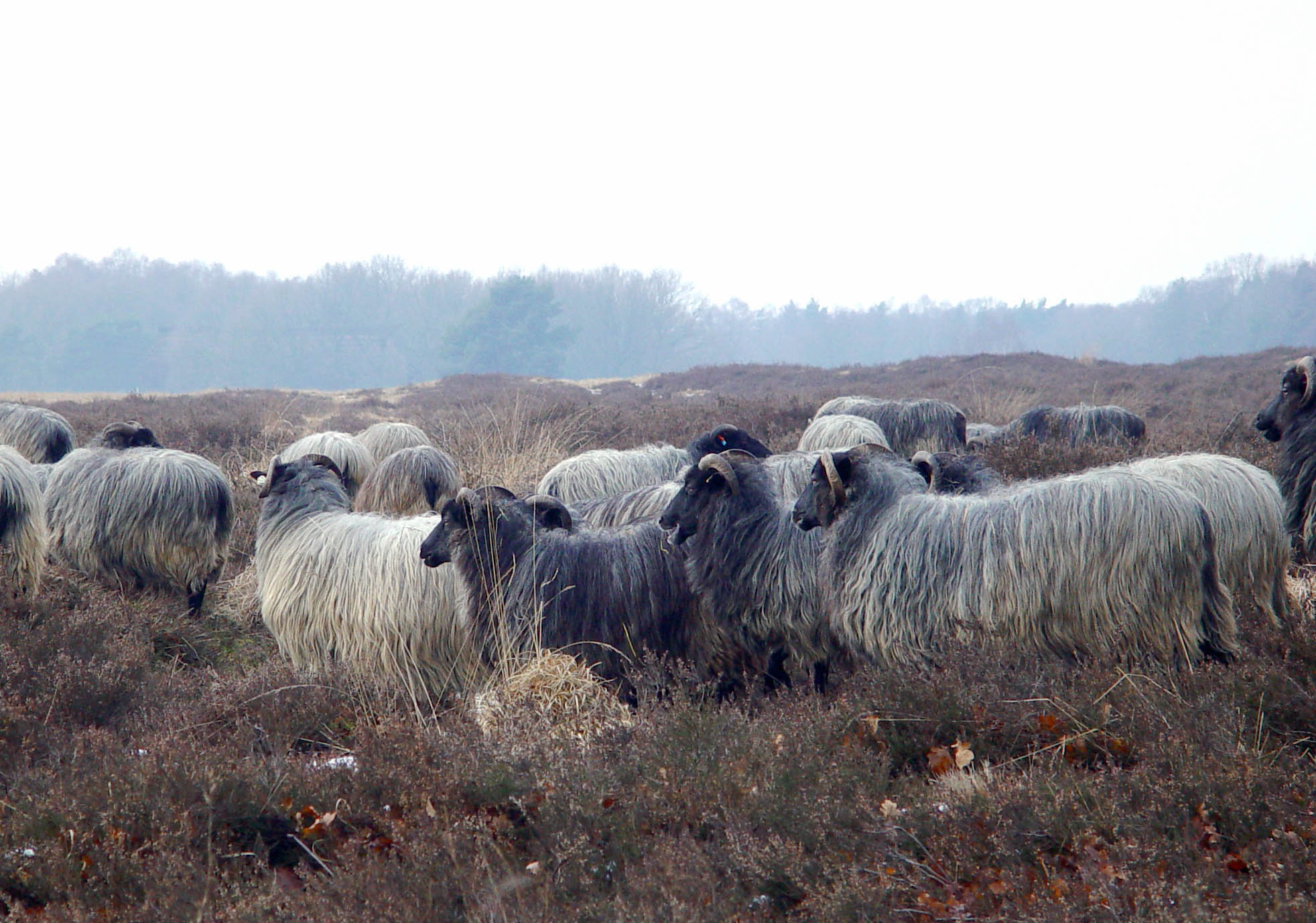
Heidschnuckenherde auf der Heide bei Schneverdingen

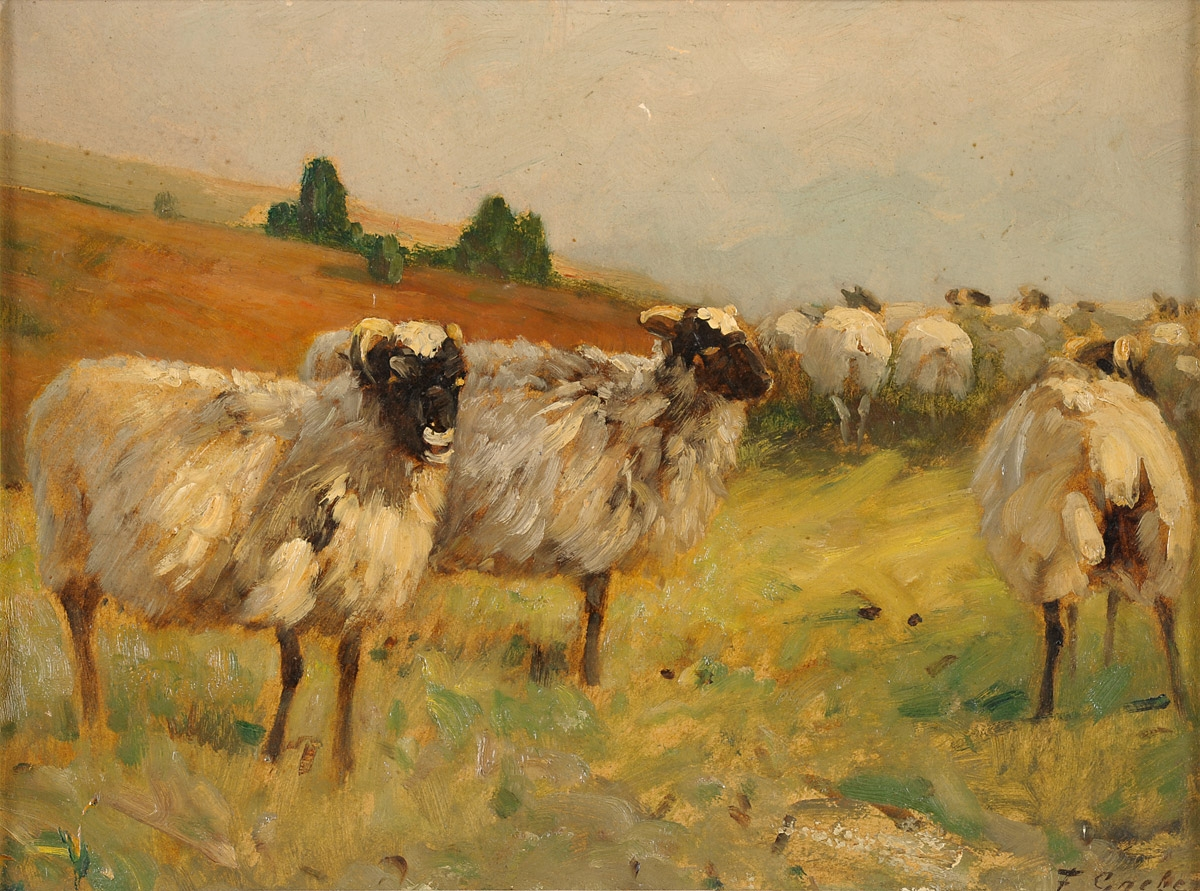
Fritz Grebe: Heidschnucken

Heidschnucken sind eine höchst genügsame Schafrasse. Heidschnucken gehören zu den Nordischen Kurzschwanzschafen.
Die drei Rassen der Heidschnucke sind Graue Gehörnte Heidschnucke, Weiße Hornlose Heidschnucke (Moorschnucke) und Weiße Gehörnte Heidschnucke.

## Beschreibung
Das Haar der Grauen Gehörnten Heidschnucke ist gräulich und extrem lang, Beine, Schwanz und Kopf sind schwarz, die Lämmer werden schwarz geboren und färben sich im zweiten Jahr zur Elternfarbe. Es existieren allerdings auch weiße Varianten. Beide Geschlechter tragen Hörner. Die lange, strähnige Wolle ist für grobe Gewebe wie zum Beispiel Teppiche geeignet.
Das Fleisch der Lüneburger Heidschnucke g. U., nämlich der Grauen gehörnten Heidschnucke, ist in der Europäischen Union unter diesem Namen geschützt und darf das Siegel einer geschützten Ursprungsbezeichnung (g. U.) tragen. Das Herkunftsgebiet umfasst die Landkreise Celle, Gifhorn, Harburg, Lüchow-Dannenberg, Uelzen, Lüneburg und Soltau-Fallingbostel.
Auch die Diepholzer Moorschnucke, eine Weiße Hornlose Heidschnucke, trägt das Siegel einer geschützten Ursprungsbezeichnung (g.U.). Ihr Herkunftsgebiet umfasst den Naturraum Diepholzer Moorniederung, der sich im Wesentlichen auf die Feuchtgebiete in den Landkreisen Diepholz und Nienburg (Weser) erstreckt.
Früher gab es in den norddeutschen Herden sowohl graue und weiße als auch gehörnte und hornlose Schnucken. Diese wurden im 20. Jahrhundert durch Züchtung zu den heute bekannten Rassen ausgeformt und dabei wurden auch die Gewichte nahezu verdoppelt.
Die weiße gehörnte Heidschnucke wurde 1998 zusammen mit dem Altdeutschen Hütehund von der Gesellschaft zur Erhaltung alter und gefährdeter Haustierrassen (GEH) zur „Gefährdeten Nutztierrasse des Jahres“ erklärt.

## Verbreitungsgebiete
Das Hauptzuchtgebiet sind die norddeutschen Heide- und Moorlandschaften der Lüneburger Heide. Mittlerweile haben die leicht zu haltenden Schafe hauptsächlich ihres Fleisches wegen, das einen wildartigen Geschmack hat, Verbreitung in ganz Europa gefunden.
Jedes Jahr, immer am zweiten Donnerstag im Juli, findet in Müden (Örtze) der Heidschnuckentag statt. Hier präsentieren sich leistungsgeprüfte Jungböcke den Züchtern und Zuschauern. Die besten Tiere werden prämiert. Bei der anschließenden Auktion können die Heidschnucken-Böcke ersteigert werden.

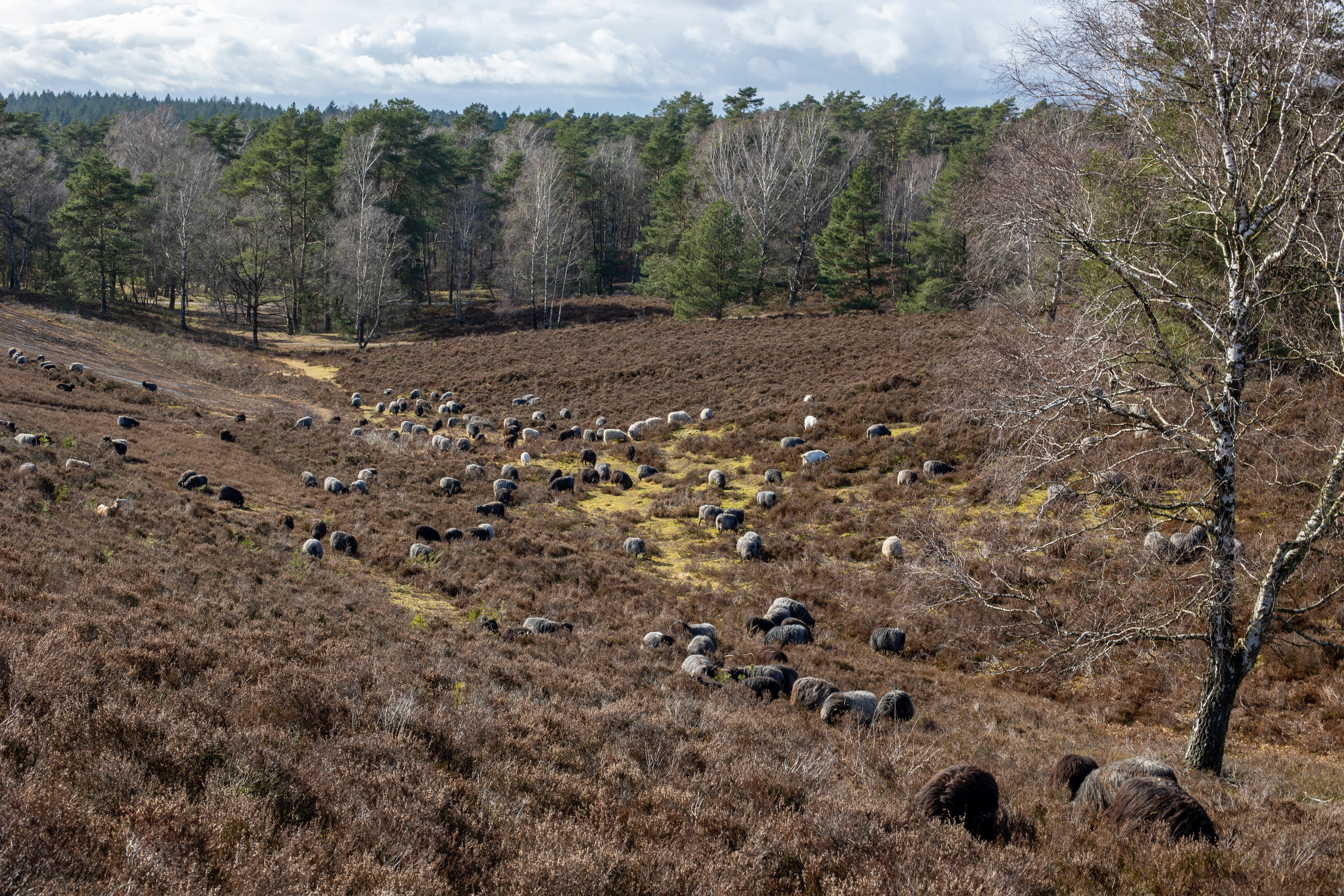
Heidschnuckenherde am Brunsberg bei Sprötze.
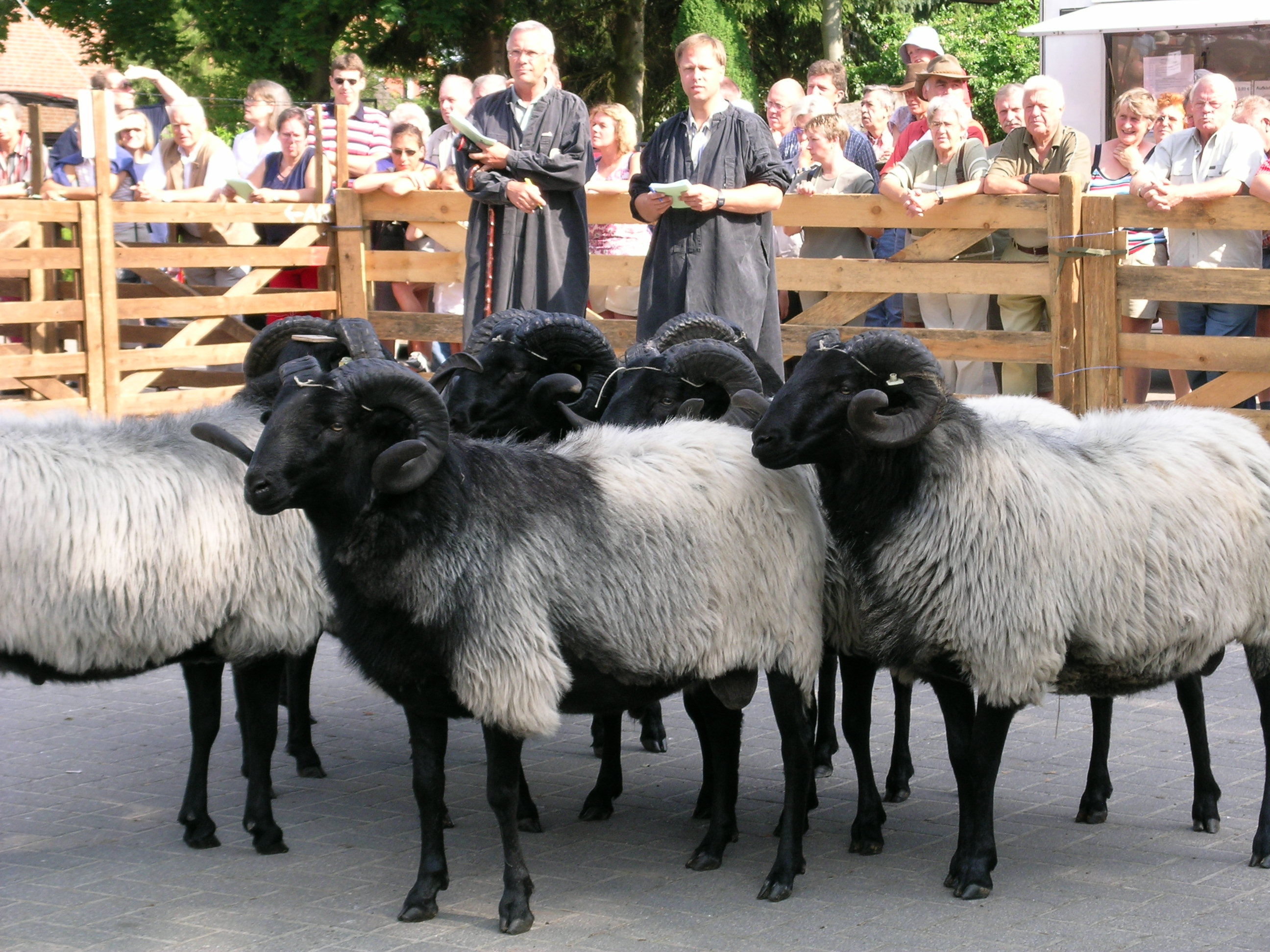
Begutachtung der Schnuckenböcke
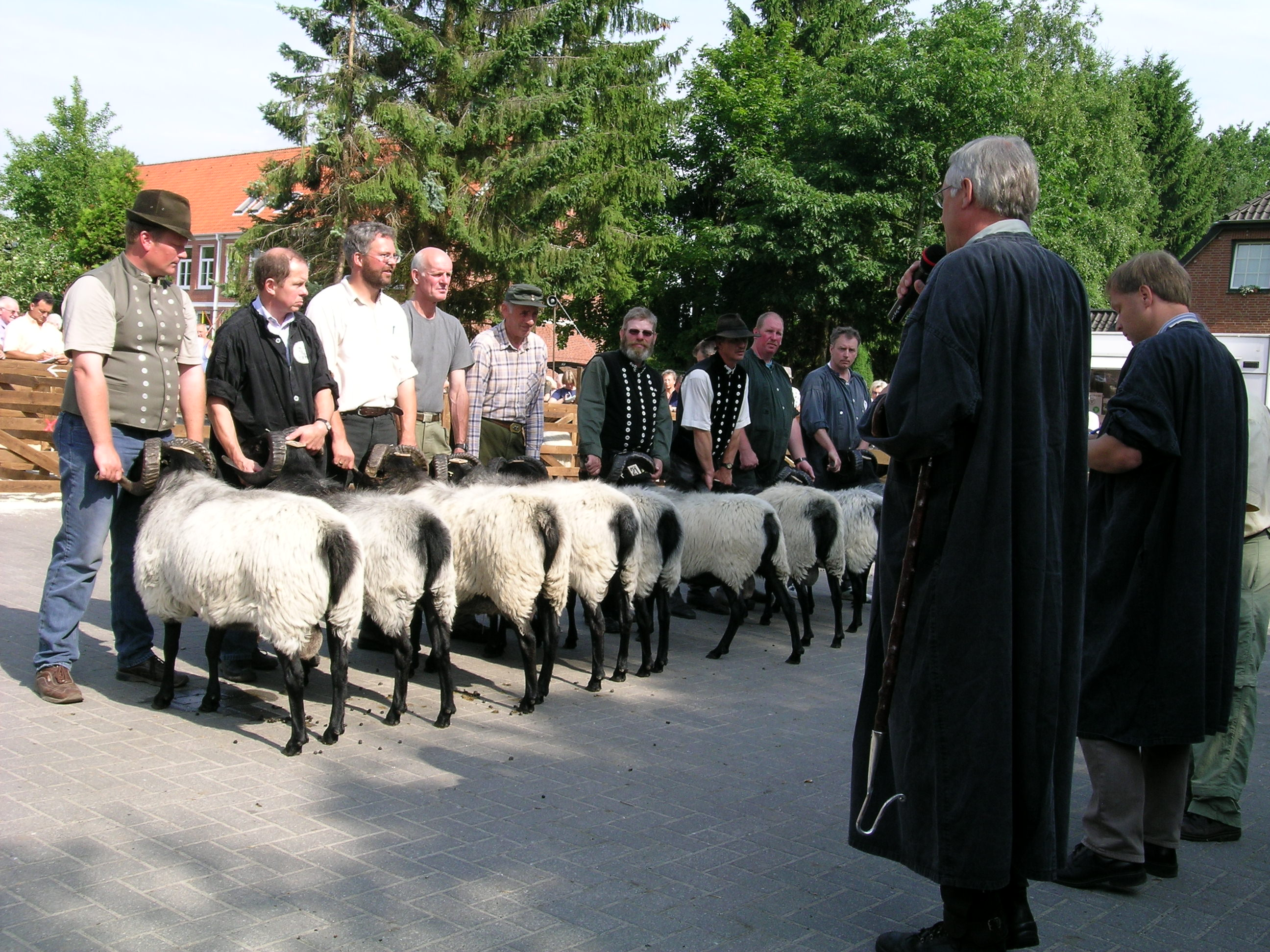
Prämierung der Jungböcke
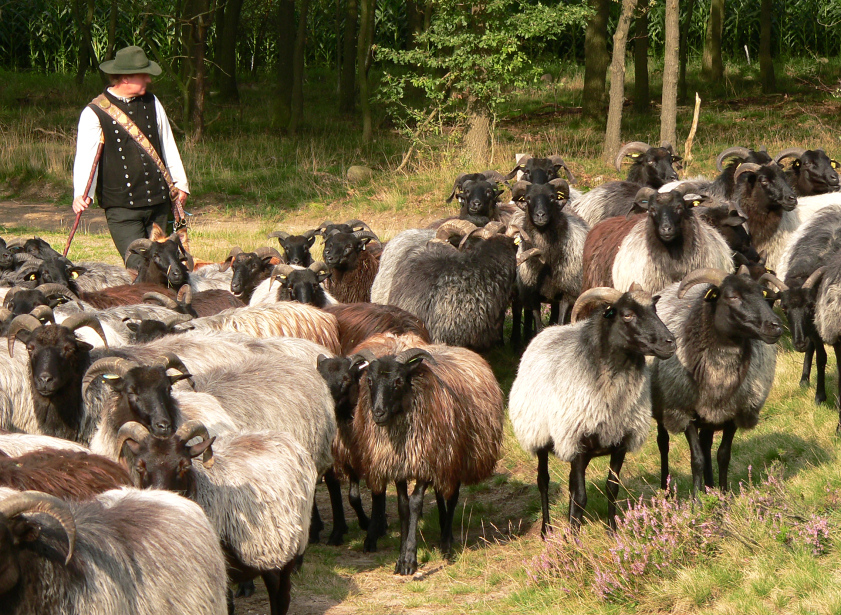
Herde mit Schäfer
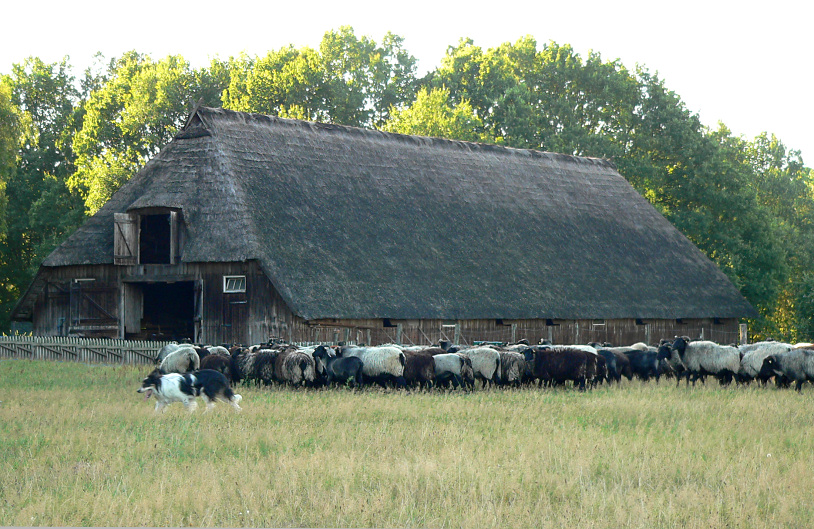
Herde bei der Rückkehr in den Stall in Wilsede
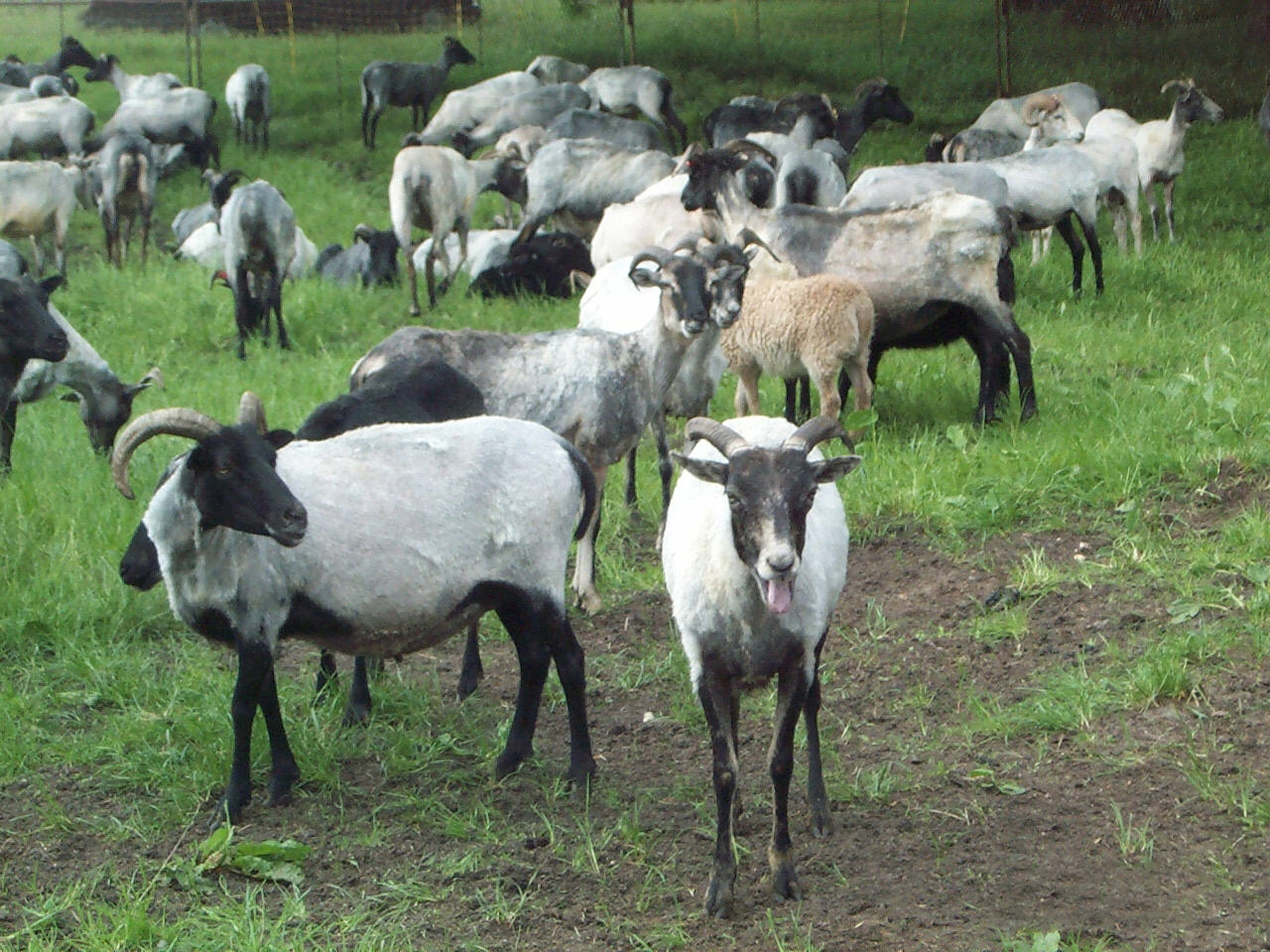
Eine Herde geschorener Heidschnucken in der Lüneburger Heide
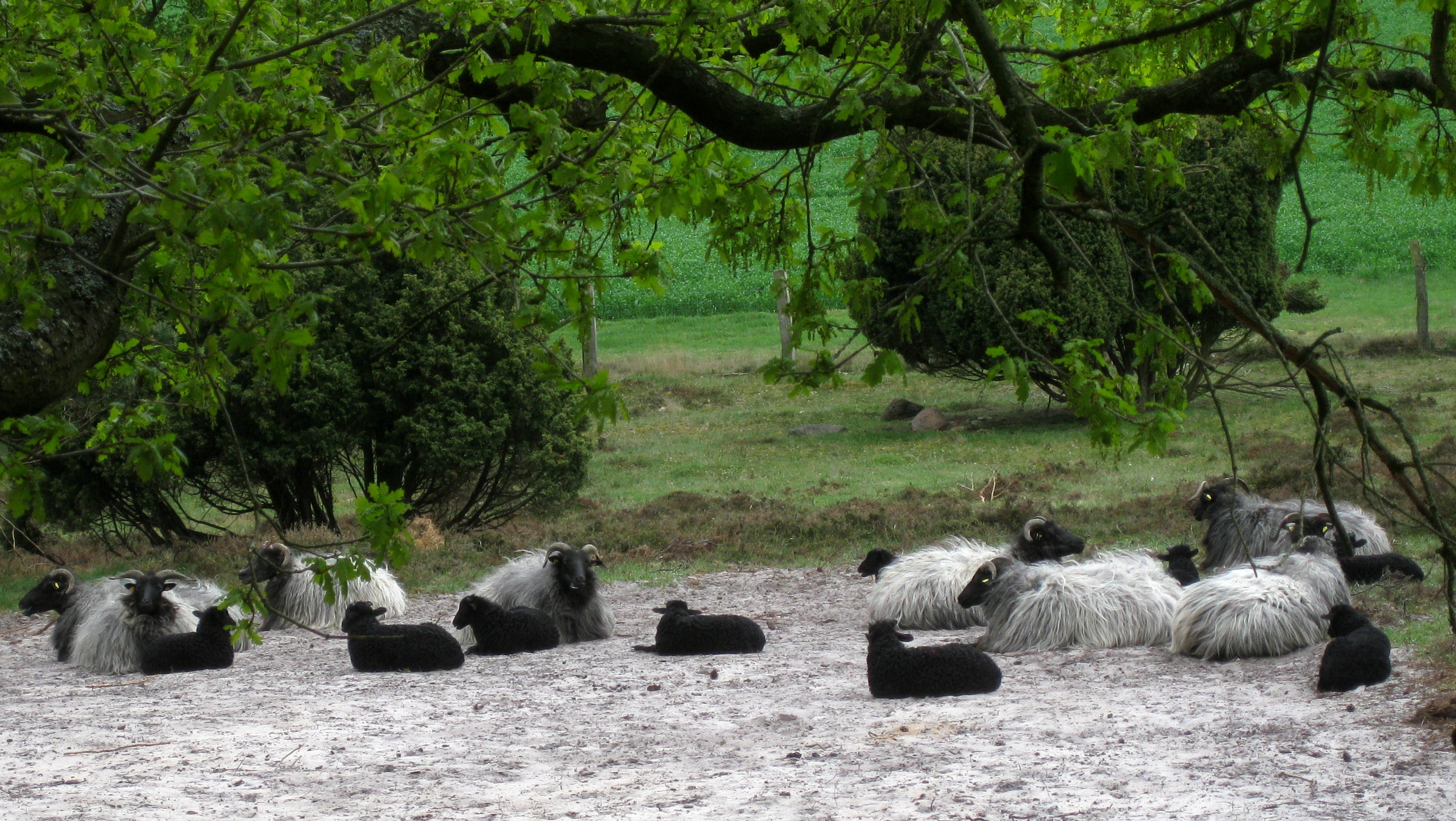
Schnuckenherde am Fuße des Lönsdenkmals im Tietlinger Wacholderhain
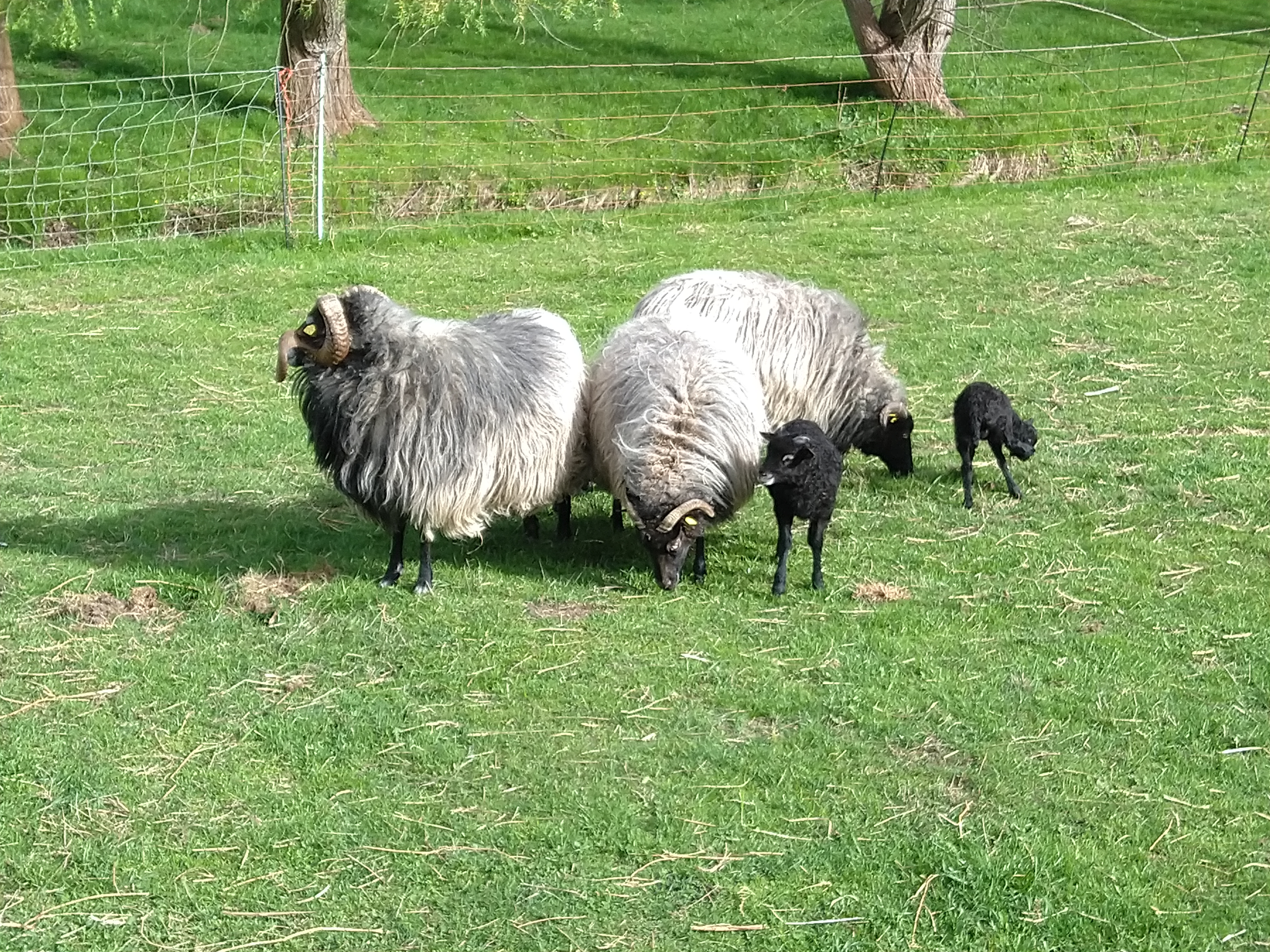
Graue gehörnte Heideschnucke – Herde mit zwei Mutterschafen, zwei Lämmern und dem Widder in Grünberg (Sachsen)

## Sonstiges
„Heidschnucke“ war auch der Deckname einer während des Zweiten Weltkriegs bei Heiligenhaus gelegenen Funkmessstellung.